# Carlos Bardem
Carlos Encinas Bardem noto come Carlos Bardem (Madrid, 7 marzo 1963) è un attore, scrittore e sceneggiatore spagnolo.
È figlio dell'attrice Pilar Bardem e fratello maggiore dell'attore Javier Bardem. Conosciuto per i suoi ruoli in La zona (2007), Cella 211 (2011) e Escobar (2014).

## Filmografia parziale

### Attore

#### Cinema
- Perdita Durango, regia di Álex de la Iglesia (1997)
- Volavérunt, regia di Bigas Luna (1999)
- Il destino di un guerriero (Alatriste), regia di Agustín Díaz Yanes (2006)
- L'ultimo inquisitore (Goya's Ghosts), regia di Miloš Forman (2006)
- La zona, regia di Rodrigo Plá (2007)
- Che - Guerriglia (Che: Guerrilla), regia di Steven Soderbergh (2008)
- Sólo quiero caminar, regia di Agustín Díaz Yanes (2008)
- Cella 211 (Celda 211), regia di Daniel Monzón (2009)
- Alacrán enamorado, regia di Santiago Zannou (2013)
- Escobar (Escobar: Paradise Lost), regia di Andrea Di Stefano (2014)
- Anime nere, regia di Francesco Munzi (2014)
- Assassin's Creed, regia di Justin Kurzel (2016)
- Pickpockets, regia di Peter Webber (2018)
- Nonostante tutto (A pesar de todo), regia Gabriela Tagliavini (2019)
- Specchio, specchio, regia di Marc Crehuet (2022)
- Overdose, regia di Olivier Marchal (2022)
- Il ministero della guerra sporca (The Ministry of Ungentlemanly Warfare), regia di Guy Ritchie (2024)

#### Televisione
- Club de Cuervos – serie TV (2015)
- The Son - Il figlio (The Son) – serie TV, 9 episodi (2017)
- Inés dell'anima mia (Inés del alma mía) – serie TV (2020)

### Sceneggiatore
- Alacrán enamorado, regia di Santiago Zannou (2013)

## Riconoscimenti
- Premio Goya
  - 2010 – Candidatura per il miglior attore non protagonista per Cella 221
  - 2014 – Candidatura per il miglior attore non protagonista per Alacrán enamorado
  - 2014 – Candidatura per la miglior sceneggiatura non originale per Alacrán enamorado

## Doppiatori italiani
Nelle versioni in italiano delle opere in cui ha recitato, Carlos Bardem è stato doppiato da:
- Pasquale Anselmo ne La zona
- Eugenio Marinelli in Cella 221
- Matteo Brusamonti in Escobar
- Dario Oppido in The Son - Il figlio